# Pavetta coelophlebia
Pavetta coelophlebia är en måreväxtart som beskrevs av Cornelis Eliza Bertus Bremekamp. Pavetta coelophlebia ingår i släktet Pavetta och familjen måreväxter. Inga underarter finns listade i Catalogue of Life.